# Поред нас
Поред нас је  српски трилер из 2024. године, у режији Стевана Филиповића. Наставак је филма Поред тебе (2023).
Свечана премијера филма је одржана 23. децембра 2024. године, док је биоскопска дистрибуција почела 26. децембра 2024 године.

## Радња
Након дугог путовања, са повезима на очима и слушалицама на ушима, ученици најновијег ријалитија познате маркетиншке агенције бивају заустављени од групе наоружаних терориста и откривају да су сви учесници - школски другови, матуранти одељења које је својевремено провело целу једну ноћ у гимназији, по казни.
Након претњи, пуцњаве, убистава и рањавања, терористи скупљају жртве и одлазе, остављајући матуранте саме у недођији, без ичега, пре свега без основних намирница и средстава за комуникацију.
Они налазе давно напуштену касарну, у њој и неке заостале залихе и претварају је у привремено уточиште. Но, ускоро се деле у две групе, оне који ће ризиковати и отићи одатле у потрази за избављењем и они који ће остати у колико толико сигурнијем окружењу, са водом и нешто намирница, али и заштитом од могућих временских непогода или дивљих звери, да чекају спас од агенције...

## Улоге
| Глумац              | Улога     |
| ------------------- | --------- |
| Тихана Лазовић      | Анкица    |
| Славен Дошло        | Лазар     |
| Никола Глишић       | Страхиња  |
| Дарко Ивић          | Тадија    |
| Горица Регодић      | Исидора   |
| Милица Мајкић       | Јелена    |
| Исидора Симијоновић | Јелена    |
| Марко Панајотовић   | Коста     |
| Матеа Милосављевић  | Сандра    |
| Јелена Пузић        |           |
| Никола Драгутиновић | Срба      |
| Растко Вујисић      | Раша      |
| Урош Нововић        | Динкић    |
| Катарина Пешић      | Бојана    |
| Јелена Кесић        | Ана       |
| Милица Петровић     | Уна       |
| Анђелко Берош       | Адам      |
| Мина Николић        | Ксенија   |
| Алек Суртов         |           |
| Адам Давенпорт      |           |
| Милутин Караџић     | Мима      |
| Душан Ковачевић     | продуцент |
| Предраг Грујић      | Декстер   |
| Ива Гргурић         | Лана      |
| Анђелко Берош       | Добрица   |